# Segelfluggelände Riedlingen

i7
i11
i13
Das Segelfluggelände Riedlingen liegt im Gebiet der Stadt Riedlingen im Landkreis Biberach in Baden-Württemberg, etwa einen Kilometer südwestlich des Zentrums von Riedlingen.

## Flugbetrieb
Das Segelfluggelände ist mit einer 600 m langen Start- und Landebahn aus Gras ausgestattet (Richtung 04/22). Am Flugplatz findet Flugbetrieb mit Segelflugzeugen, Motorseglern und Ultraleichtflugzeugen statt. Der Start von Segelflugzeugen erfolgt per Flugzeugschlepp oder Windenstart. Für Windenstarts stehen circa 1000 m Seilauslegestrecke zur Verfügung. Der Halter und Betreiber des Segelfluggeländes ist die Fliegergruppe Riedlingen e. V. Der Verein wurde 1950 gegründet.